# Anita Christensen (politiker)
 Der er flere personer med dette navn, se Anita Christensen.
Anita Christensen (født 31. marts 1973) er tidligere folketingsmedlem for Dansk Folkeparti. Ved folketingsvalget 2007 blev hun valgt til Dansk Folkepartis 1. suppleant i Sydjyllands Storkreds men allerede to dage senere indtrådte hun som fuldgyldigt medlem efter at MEP Mogens Camre straks efter valget havde nedlagt sit mandat. Hun blev ikke genvalgt ved folketingsvalget 2011, men genindtrådte i Folketinget fra 21. juni 2014 frem til 2015 som afløser for Jørn Dohrmann da han var blevet valgt til Europa-Parlamentet.

## Politisk karriere
Anita Christensen blev valgt ind i Haderslev byråd i 2005, og var viceborgmester her indtil 2007. I 2007 blev folketingskandidat for Dansk Folkeparti i Kolding Syd-kredsen. I Folketinget er hun Dansk Folkepartis ordfører vedrørende §71-forhold, samt næstformand i §71-tilsynet. Hun er desuden medlem af Socialudvalget og Det Politisk-Økonomiske Udvalg.
|  | Artiklen om politikeren Anita Christensen (politiker) kan blive bedre, hvis der indsættes et (bedre) billede. Du kan hjælpe ved at afsøge Wikimedia Commons for et passende billede eller uploade et godt billede til Wikimedia Commons iht. de tilladte licenser og indsætte det i artiklen. |